# Международное еврейство
Международное еврейство (англ. The International Jew) — антисемитская книга, изданная американским промышленником Генри Фордом в 1920—1922 годах. Книга была опубликована полумиллионным тиражом в США и впоследствии переведена на 16 языков, включая русский. В наибольшей мере способствовала распространению по всему миру идей антисемитского фальшивого документа «Протоколы сионских мудрецов»; способствовала развитию связанной с «Протоколами» теории заговора.

## Антисемитизм Генри Форда
Известный автопромышленник Генри Форд к антисемитским идеям пришёл постепенно. Изначально его занимала проблема могущества денежного капитала, который он считал деструктивным. Фермеры-протестанты, из среды которых произошёл Форд, настороженно, а часто и враждебно относились к инородцам. Поиск простого объяснения привёл Форда к теории заговора, а рассуждения о еврейских банкирах, характерные для того времени, постепенно укрепили в нём воззрения, вылившиеся в 1920-е годы в одну из крупнейших в истории США антисемитских кампаний.
Основным источником вражды к евреям в окружении Форда был его помощник Эрнст Либолд. Он же обратил внимание Форда на содержание «Протоколов сионских мудрецов» с целью их использования в кампании.
За деньги Форда Либолд создал специальное детективное агентство с целью слежки за известными и предполагаемыми евреями. У некоторых американцев искали «еврейских покровителей». Для этой работы Либолд нанял целый ряд бывших агентов спецслужб, действующих государственных чиновников, бывших заключённых, фанатиков-антисемитов и русских эмигрантов. В частности, на Форда работал также русский монархист и антисемит Борис Бразоль, переводивший «Протоколы» с русского на английский язык.

## История создания
В 1918 году Форд приобрёл еженедельную газету «Дирборн индепендент» (англ. The Dearborn Independent), в которой с 22 мая 1920 года на протяжении 91 номера публиковались антисемитские статьи, а также по частям полный текст «Протоколов сионских мудрецов». В ноябре 1920 года подборка статей из «Дирборн индепендент» была опубликована отдельной книгой под названием «Международное еврейство. Исходная мировая проблема» (англ. The International Jew: The World's Foremost Problem) из 20 глав. Основную часть первого тома составили компиляции «Протоколов». Материалы для «Дирборн индепендент» готовил Уильям Камерон (англ. William J. Cameron), возглавивший газету в 1920 году.
В дальнейшем до конца 1922 года вышло ещё три тома: «Еврейская деятельность в США» (англ. Jewish Activities in the United States, 1921, главы 21-42), «Еврейское влияние в американской жизни» (англ. Jewish Influence in American Life, 1921, главы 43-61) и «Аспекты еврейской власти в Соединённых Штатах» (англ. Aspects of Jewish Power in the United States, 1922, главы 62-80).
Книгу позднее активно использовала нацистская пропаганда

## Содержание
В предисловии к книге автор декларирует исследование «еврейского вопроса», который по его мнению угрожает существованию американцев и других народов. Автор считает, что «еврейство» представляет собой единую систему отношений между людьми «еврейской расы», стремящихся к мировому господству. По его мнению, «исторически сложившаяся склонность» евреев к торговле и финансовым операциям, умение добиваться поставленных целей и взаимная поддержка на всемирном уровне приводит к тому, что немногочисленная прослойка евреев любой страны держит в руках рычаги управления, в первую очередь в сфере экономики и культуры.
Далее в книге утверждается, что евреи в любой стране добиваются разрушения её государственности, чтобы получить власть в свои руки. Евреи, согласно автору, являются носителями коммунистической идеологии. Автор считает еврейство наднациональной силой, контролирующей местные правительства. По мнению автора, «бесспорным фактом является безграничное могущество евреев при их относительной малочисленности».

## Реакция в США

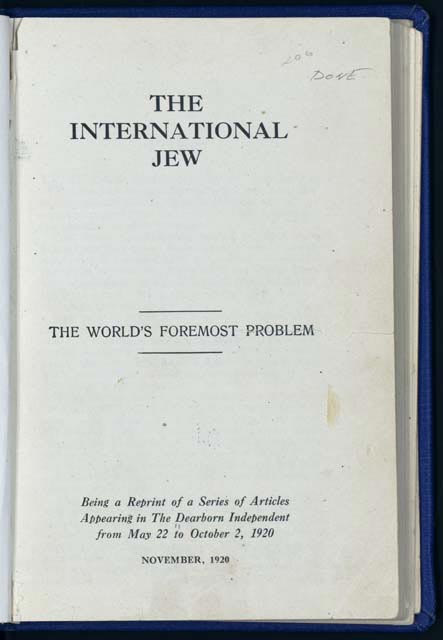
Первое издание книги в США, ноябрь 1920

Антисемитская кампания, начатая в «Дирборн индепендент», вызвала множество протестов. С началом кампании газету покинул главный редактор Эдвин Пипп. Объясняя свой уход, Пипп писал:

Готовился материал, направленный против евреев. Его прочитали, раздали сотрудникам, перечитали, переписали и прочитали ещё раз… евреи обвинялись во всем. Если ветер заносит в западное окно дым — виноваты евреи; а если ветер заносит в восточное окно пыль — так и тут виноваты евреи… 
В декабре 1920 года осуждение публикаций Форда выразил Федеральный совет христианских церквей Америки. Началась инициированная американскими евреями кампания по бойкоту автомобилей Ford.
12 ноября и затем 12 декабря 1920 года еврейский журнал American Hebrew бросил Форду вызов, предложив ему выбрать жюри из известных американских лидеров, которым он представит доказательства существования еврейского заговора. Если бы Форду не удалось убедить жюри в существовании заговора — он должен был признать свою ошибку и опубликовать имена тех, кто его убедил в существовании этого заговора. Форд не ответил на вызов и продолжил антисемитские публикации.
В этой кампании Форд получил поддержку части американцев, в том числе известного изобретателя Томаса Эдисона.
16 января 1921 года 119 видных американцев, включая 3 президентов, 9 госсекретарей, 1 кардинала и множество других государственных и общественных деятелей США, опубликовали открытое письмо с осуждением антисемитизма Форда. Они писали, что Форд бросил вызов американским гражданским и демократическим принципам.
В 1924 году объектом нападок «Дирборн индепендент» стал известный фермер Аарон Шапиро, который возбудил дело о клевете, причём назвал ответчиком не газету или редактора — а лично Форда. В марте 1927 года редактор газеты Уильям Камерон показал под присягой, что материалы газеты с Фордом не обсуждались. Камерон утверждал, что никогда не посылал хозяину газеты сигнальные экземпляры еженедельника и никогда не видел, чтобы Генри Форд читал хотя бы одну из статей. Утверждения Камерона были встречены обществом с большим недоверием. После этого Шапиро вызвал в суд самого Форда, который долго уклонялся от получения повестки и в итоге так и не явился на судебное заседание. Ещё один иск против Форда подал автор книги «История одного обмана — „Протоколы сионских мудрецов“» Герман Бернштейн.
В итоге Форд уладил конфликт во внесудебном порядке, в том числе с помощью выплаты крупной суммы, размер которой был засекречен по условиям сделки и неизвестен до сих пор. При этом Форд отказался от своих антиеврейских утверждений и направил 7 июля 1927 года в прессу письмо, в котором приносил извинения евреям за причинённое им зло, обещал изъять из обращения опубликованные материалы и следить, чтобы в его изданиях не было подобных нападок. Несмотря на это, в конце 1930-х годов на заводах Форда были вывешены антисемитские лозунги.

## Влияние на национал-социализм в Германии

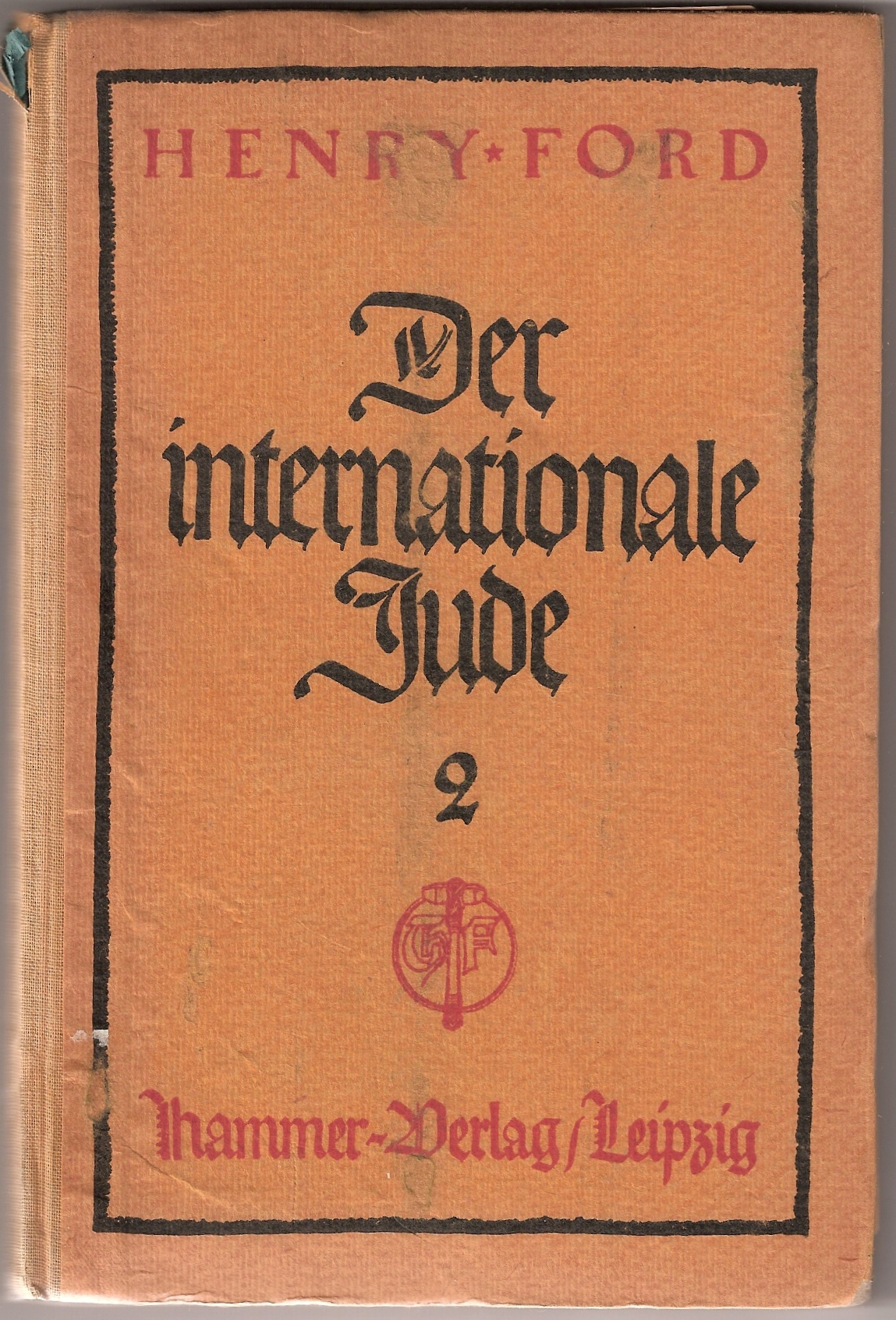
Второй том немецкого издания

Немецкий перевод книги вышел в Германии в течение двух лет (1921—1922) шестью изданиями.
На Нюрнбергском процессе руководитель гитлерюгенда и гауляйтер Вены Бальдур Бенедикт фон Ширах показал, что книга произвела на него и его молодых друзей в 1920-е годы чрезвычайно глубокое впечатление и способствовала становлению и укреплению их антисемитских взглядов. Генри Форд был кумиром немецкой молодёжи.
Подробно тема влияния Форда и его книги на немецких национал-социалистов исследована Нейлом Болдуином в книге «Генри Форд и евреи: конвейер ненависти». Болдуин указывает, что публикации Форда были важнейшим источником воздействия на молодых нацистов в Германии. Аналогичного мнения придерживается автор книги «Генри Форд и евреи» Алберт Ли. Выдержки из книги «Международное еврейство» были использованы Гитлером в его книге «Моя борьба». Форд был единственным американцем, которого Гитлер с восхищением упоминал в своей книге.
Журналист New York Times, посещавший Берлин, сообщал, что стена личного кабинета Гитлера была украшена большим портретом Генри Форда, а стол в приёмной был завален экземплярами «Международного еврейства». В интервью газете Chicago Tribune 8 марта 1923 года Гитлер заявлял: «Мы считаем Генри Форда лидером движения фашистов, набирающего силу в Америке… Мы восхищены его антисемитской политикой; она вполне совпадает с платформой баварских фашистов».

## После войны
Генри Форд умер в апреле 1947 года. Его потомки много сделали для заглаживания его вины перед еврейским народом. В частности, Генри Форд II финансировал несколько крупных еврейских организаций и основал сборочный автозавод в Израиле. Ford Motor Company спонсировала съёмки фильма о Холокосте «Список Шиндлера». Уильям Клэй Форд-младший на торжественном собрании по случаю награждения его за крупные пожертвования еврейским организациям сказал: «Не может быть никаких сомнений в антисемитизме Генри Форда, но теперь всё это — лишь достояние истории».

## Издание в других странах
На итальянском языке книга издавалась при режиме Муссолини в 1938 году. Издание на польском вышло в 1998 году.
Книга была переведена на арабский и издана в Египте в 2001 году. В предисловии переводчика было написано, что Генри Форд, убедившись в существовании еврейского заговора, попытался остановить его, чтобы защитить свою компанию и свою страну.
На русском языке книга была первоначально опубликована в эмиграции в 1920-е годы, а в начале 1990-х годов вышла в России. Осенью 2009 года (повторно весной 2015 года) в Российской Федерации книга «Международное еврейство» была включена в Федеральный список экстремистских материалов. Её изготовление и распространение запрещено и карается штрафом либо административным арестом на срок до 15 суток согласно статье 20.29 КоАП РФ («Производство и распространение экстремистских материалов»).
Книга публикуется на многих антисемитских сайтах в сети, например на сайте «Радио Ислам», Jew Watch и других.
Общий тираж зарубежных изданий составил около миллиона экземпляров.